# Himantornis haematopus
Frango-d'água-de-patas-vermelhas ou frango-de-água-de-pés-vermelhos (Himantornis haematopus) é uma espécie de ave da família Rallidae. É um monotípico dentro do género Himantornis.
Pode ser encontrada nos seguintes países: Angola, Camarões, República Centro-Africana, República do Congo, República Democrática do Congo, Costa do Marfim, Guiné Equatorial, Gabão, Gana, Guiné, Libéria, Nigéria, Serra Leoa, Togo e Uganda.